# Bradley Joseph
Bradley Joseph (Bird Island, 2 settembre 1965) è un compositore, pianista e tastierista statunitense.
Bradley Joseph ha trascorso molti anni sulla scena internazionale con la cantante Sheena Easton e con il compositore greco Yanni. Egli appare nel filmYanni Live at the Acropolis . Si è esibito davanti a più di mezzo milione di persone in tutto il mondo. Ha prodotto numerosi CD e libri pianoforte sotto l'etichetta, Robbins Island Music.

## Discografia

### Gli album
- Hear The Masses 1994
- Rapture 1997
- Solo Journey 1999
- Christmas Around the World 2000
- One Deep Breath 2002
- The Journey Continues 2003
- Music Pets Love: While You Are Gone 2004
- For the Love of It 2005
- Piano Love Songs 2006
- Hymns and Spiritual Songs 2007
- Classic Christmas 2008
- Suites & Sweets 2009
- Paint the Sky 2013

### Compilazioni
- The Road Ahead 2004
- In The Heart of Everyone 2004